# جمعية الأراضي الزراعية
جمعية الأراضي الزراعية (بالإنجليزية: The Land Institute) هي منظمة غير ربحية للبحث والمعرفة والسياسة الخاصة بالزراعة المستديمة والتي كانت بدايتها في سالينا، كانسيس بالولايات المتحدة. تهدف هذه الجمعية إلى تطوير نظام زراعي يعتمد على المحاصيل المستدامة ( المعمرة) التي تحافظ على الاستقرار البيئي للمراعي الطبيعة والقدرة الإنتاجية للحبوب مقارنة بالمحاصيل السنوية. سوقت المنظمة لحبوب كيرنزا المعمرة في التطوير، حبوب عشبة القمح المتوسطة.

## كيرنزا
كيرنزا (Kernza)، نوع من عشبة القمح المتوسطة طُوّر من قبل "معهد الأرض"، ويُعد أول محصول حبوب معمّرة يُزرع تجاريًا في شمال الولايات المتحدة. الحبوب المعمرة هي محاصيل حبوب تعيش وتبقى منتجة لمدة ثلاث سنوات أو أكثر. وعلى عكس معظم الحبوب والمحاصيل السنوية التي تُزرع لموسم واحد فقط قبل الحصاد، فإن الحبوب المعمرة تنمو وتُنتج عامًا بعد عام.
بعد أكثر من عقدين من التهجين النباتي على مدار 11 دورة، تمكن معهد الأرض من تدجين نوع من عشبة القمح أصبحت بذوره أكبر بمقدار مرتين إلى ثلاث مرات من بذور أسلافه البرية. وفي الظروف المثالية، يمكن أن تنتج هذه العشبة ما يصل إلى 30% من محصول القمح التقليدي. وقد أطلقوا على ابتكارهم هذا اسم "كيرنزا"، وهو اسم مركّب من كلمتي "kernel" (بذرة) و"Kansas" (ولاية كانساس).
تُعد جامعة مينيسوتا من المؤسسات الرائدة في برامج تطوير كيرنزا، حيث يعمل العلماء هناك على تحسين هذا النبات من خلال التهجين الانتقائي، خاصة فيما يتعلق بزيادة الغلال. وقد جذب مشروعهم المسمى "مبادرة الأخضر الدائم" اهتمام شركات زراعية كبرى مثل "جنرال ميلز"، بالإضافة إلى متاجر الأغذية المحلية الصغيرة مثل بيرشوود كافيه.
وقد قامت العلامة التجارية "كاسكاديان فارم"، التابعة لشركة جنرال ميلز، بإدخال كيرنزا في بعض منتجاتها الغذائية، حيث أُنتج أول حبوب فطور من كيرنزا عام 2019. ووافقت كاسكاديان فارم على شراء كمية أولية من هذه الحبوب المعمرة، مما شجع المزارعين على زراعتها في حقول تجارية كبيرة بدلاً من الحقول التجريبية الصغيرة المستخدمة سابقًا.

### المنتجات
أدى تحسين خصائص كيرنزا عبر التهجين الانتقائي إلى زيادة كبيرة في الإنتاج وحجم البذور، ما سرّع من الجدول الزمني التجاري للمحصول وأسفر عن إطلاق أول منتج غذائي يستخدم كيرنزا: "لونغ روت إي أل"، من إنتاج شركة Patagonia Provisions، والذي بدأ طرحه بشكل واسع في عام 2016. ساهمت مبادرة واستثمارات Patagonia Provisions في تمهيد الطريق لشراكات تجارية أخرى، كما فتحت المجال لتوفير منتجات كيرنزا للعملاء على نطاق واسع في السوق.
في الوقت الحالي، تقدم العديد من المطاعم منتجات مصنوعة من كيرنزا، من بينها مقهى بيرتشوود (Birchwood Café) في مينيابوليس، وذا بيرنيال في سان فرانسيسكو، ومقهى جراتيتيود في منطقة لوس أنجلوس الكبرى، وبيتزا أفالانش في أثينز، أوهايو. كما قامت Hopworks Urban Brewery في بورتلاند، أوريغون، وفانكوفر، واشنطن، بإنتاج وتوزيع "لونغ روت إي أل" لصالح Patagonia Provisions، ووضعت المنتج في مقدمة قائمتها، إلى جانب توفره في متاجر Whole Foods في كاليفورنيا.
كما تعرض مصانع تخمير مثل Bang Brewing في شارع بول، مينيسوتا، أنواعًا من الجعة المصنوعة من كيرنزا. وتخطط شركة Cascadian Farm أيضًا لإدخال كيرنزا في بعض منتجاتها الغذائية، ومن المتوقع أن تصبح متاحة في المتاجر الكبرى خلال أواخر عام 2019. وقد وافقت Cascadian Farm على شراء كمية أولية من هذه الحبوب المعمرة، مما شجّع المزارعين على زراعتها على نطاق تجاري بدلاً من الاقتصار على المساحات التجريبية المحدودة الحالية.

### الفوائد البيئية
يمكن للمزارعين الحدّ من تدهور التربة في حال توفرت لديهم طبقة تربة مدعومة بجذور معمّرة، كتلك التي توفّرها نباتات كيرنزا. إذ تساهم هذه النباتات في تحويل الزراعة من نظام إنتاجي تقليدي إلى نظام بيئي أكثر استدامة يعزز تكوين التربة، ويُشبه إلى حدّ كبير الأنظمة البيئية الطبيعية التي تم استبدالها بفعل النشاط الزراعي الحديث.
أظهرت الأبحاث الأولية أن الجذور العميقة والممتدة لنبات كيرنزا والمحاصيل المعمّرة الأخرى قد تسهم في تحسين الخصائص البيولوجية والكيميائية للتربة السطحية. في المقابل، فإن الزراعة السنوية التقليدية، التي تتطلب حراثة متكررة وإعادة زراعة سنوية، تؤدي إلى تدمير الطبقة السطحية للتربة. وكلما كان نظام الجذور أعمق وأكثر ثباتًا، تحسّنت جودة التربة بشكل أكبر، ما ينعكس إيجابًا على البيئة الزراعية بأكملها.
وتشير الأدلة العلمية المتزايدة إلى أن فوائد الأنظمة البيئية الناتجة عن زراعة المحاصيل المعمرة تتضاعف بمرور الوقت. وقد تم توثيق هذه الفوائد أيضًا في أنظمة أخرى قائمة على النباتات المعمرة، مثل الأعشاب الطبيعية ومحاصيل الوقود الحيوي. فعلى سبيل المثال، نشر الباحث بوستن وزملاؤه مؤخرًا دراسة في مجلة Nature بعنوان "المناخ والتربة الخصبة"، استعرضوا فيها استراتيجيات مختلفة لإدارة الأراضي تهدف إلى تعزيز احتجاز الكربون في التربة. وأظهرت نتائجهم بوضوح أن الحبوب المعمرة، مثل كيرنزا، تتمتع بقدرة كبيرة على إحداث تغيير بيئي إيجابي، حيث تُساهم في خفض انبعاثات الكربون، وتدعم استمرارية التربة الزراعية، وتتفوق على البدائل الأخرى من حيث الكفاءة والجدوى.